# Station Amifontaine
Station Amifontaine is een spoorwegstation in de Franse gemeente Amifontaine.

## Treindienst
| Serie      | Treinsoort | Route                      | Bijzonderheden |
| ---------- | ---------- | -------------------------- | -------------- |
| TER 839600 | TER (SNCF) | Reims – Amifontaine – Laon |                |